# 管弦楽のための協奏曲 (コダーイ)
管弦楽のための協奏曲（ハンガリー語：Konĉerto por orkestro）はコダーイ・ゾルターンがシカゴ交響楽団創立50周年記念のために1939年から1940年にかけて作曲した管弦楽曲である。世界初演は1941年2月6日にシカゴでフレデリック・ストック指揮シカゴ交響楽団によって行われた。ヨーロッパ初演は1943年の同日に作曲者指揮ブダペスト市立管弦楽団により演奏された。演奏時間は約19分。
1943年に作曲されたバルトーク・ベーラの同名の作品に先んじる作品であるが、同曲に比べると知名度ははるかに低い。コダーイはこの曲をシカゴで自ら初演する予定であったが、第2次世界大戦の激化などにより不可能になり、楽譜は親友バルトークによって米国に運ばれた。従ってバルトークがコダーイのこの作品について、初演以前からよく知っていたと考えられる。

## 楽器編成
フルート3（第3奏者はピッコロ持ち替え）、オーボエ2、クラリネット2、ファゴット2、ホルン4、トランペット3、トロンボーン3、チューバ、ハープ、ティンパニ、トライアングル、弦五部

## 楽曲構成
5部分に分かれる切れ目のない単一楽章からなり、2つの楽想が交代する。題名通り各楽器の独奏や掛け合いが活用され、全体に対位法的な性格が強い。
第1部 Allegro risoluto 3/4拍子
弦により中心主題が提示される。
第2部 Largo 3/2拍子
ヴィオラの独奏に現れる主題がシャコンヌを思わせる形で展開していく。
第3部 Tempo primo
第4部 Largo
第5部 Tempo primo